# Aotus miconax
L'aoto andino od aoto peruviano (Aotus miconax Thomas, 1927) è un primate platirrino della famiglia degli Aotidi.

## Distribuzione
Vive in Perù centro-settentrionale, nelle foreste montane fra i 1200 ed i 2500 m d'altezza.

## Descrizione

### Dimensioni
Misura una settantina di centimetri di lunghezza (di cui i due terzi spettano alla coda), per un peso di circa un chilogrammo.

### Aspetto
Il pelo è grigio-bruno nella parte dorsale e sfuma nel biancastro in quella ventrale, anche se ci sono esemplari che presentano un triangolo rovesciato arancio anziché bianco sul petto. Le sopracciglia ed il mento sono bianchi, mentre la fronte ed il muso sono neri. Due bande nere corrono dalla fronte alle guance.

Le dita sono lunghe e dotate di polpastrelli rigonfi: l'anulare di ogni mano è dotato di un'unghia modificata in artiglio per il grooming, che viene tuttavia utilizzato solo durante le fasi di preludio all'accoppiamento.

## Biologia
Si tratta di animali notturni ed arboricoli: vivono in piccoli gruppi familiari, formati da una coppia più due o tre cuccioli di diverse età, che spesso aiutano il maschio a prendersi cura dei nuovi nati. L'unico cucciolo messo al mondo, infatti, viene tenuto dalla madre solo per la prima settimana di vita, per poi essere accudito dal padre, salvo per la poppata (ogni 2-3 ore), quando viene dato alla madre.

Si orienta nella notte soprattutto grazie alla vista: mancando di un tapetum lucidum, ha sviluppato occhi di grandi dimensioni. Quando la luna è più luminosa si registrano picchi di attività per questi animali.

### Alimentazione
Si tratta di animali essenzialmente frugivori, ma all'occorrenza non disdegnano mangiare foglie, fiori ed insetti di grandi dimensioni. Per alimentarsi, percorrono sempre sentieri prestabiliti, che memorizzano nelle notti di luna piena.

L'evoluzione di uno stile di vita notturno evita a questi animali la competizione diretta con specie simili dalle abitudini notturne.

### Riproduzione
DUrante il corteggiamento, il maschio richiama la femmina con versi simili al cucciolo che chiede il latte. L'accoppiamento è rapido e può avvenire durante il giorno. La gestazione dura circa 4 mesi, al termine dei quali viene dato alla luce un unico cucciolo.

I cuccioli restano coi genitori per molto temo, anche dopo la maturità sessuale (a due anni d'età): si allontaneranno quando troveranno un esemplare del sesso opposto con cui formare una coppia monogama stabile e duratura, cosa che avviene grazie alle continue e diversificate vocalizzazioni che questi animali emettono.